# Laurence Stoddard
Laurence Stoddard   (Nova York, 22 de desembre de 1903 - Bridgeport, 26 de gener de 1997) fou un remer estatunidenc que va competir durant la dècada de 1920.
El 1924 va prendre part en els Jocs Olímpics de París, on guanyà la medalla d'or en la prova del vuit amb timoner del programa de rem. N'era el timoner.